# Pfaffenhofen (Württemberg)
Pfaffenhofen ([p͡fafn̩ˈhoːfn̩] ⓘ) ist eine Gemeinde im Landkreis Heilbronn, Baden-Württemberg. Sie gehört zur Region Heilbronn-Franken und zur äußeren Metropolregion Stuttgart.

## Geographie

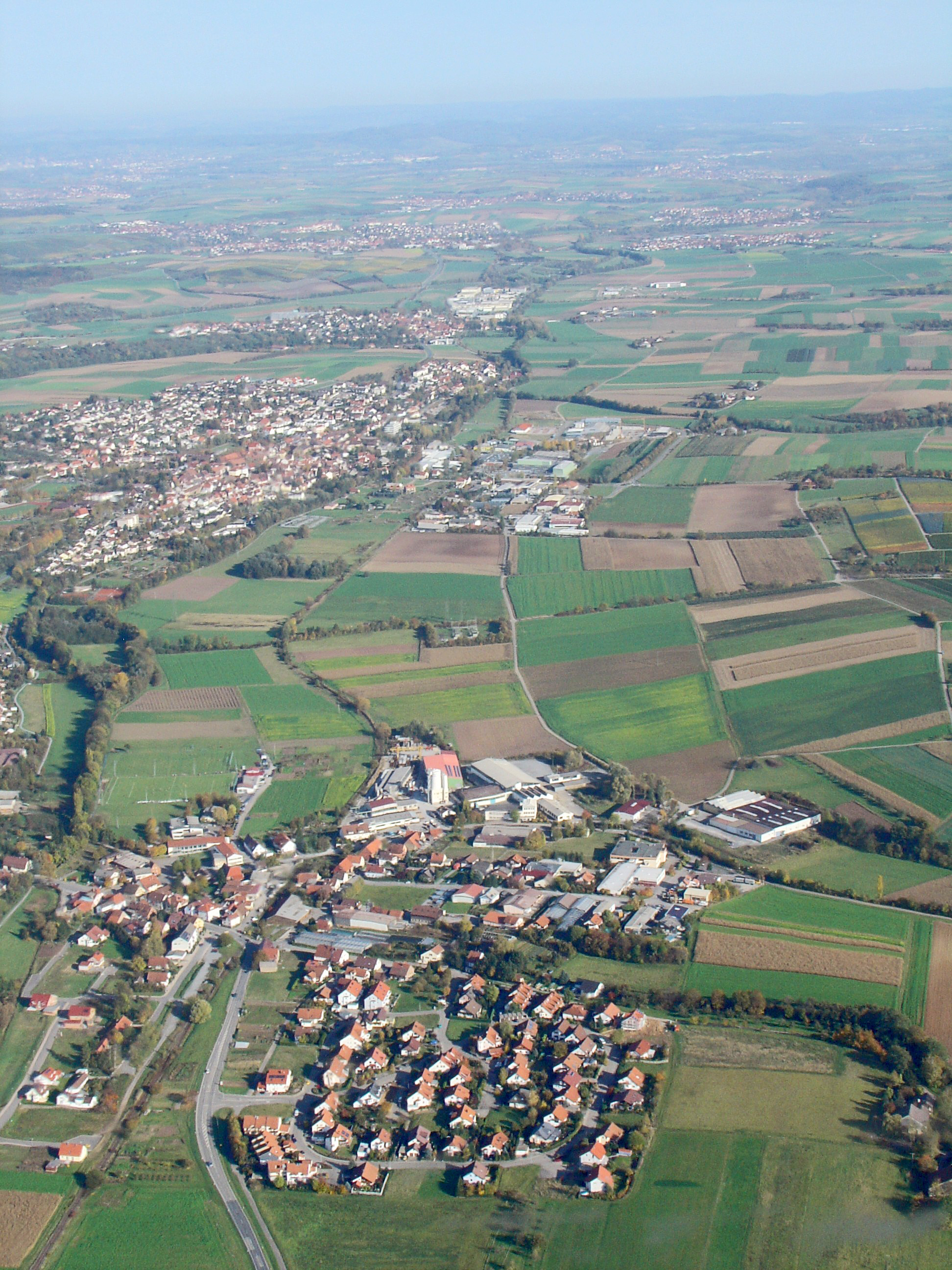
Pfaffenhofen, dahinter Güglingen, Frauenzimmern und Brackenheim

### Geographische Lage
Pfaffenhofen ist an der Zaber im Zabergäu im südwestlichen Landkreis Heilbronn zwischen dem Strom- und Heuchelberg gelegen.

### Nachbargemeinden
Nachbarstädte und -gemeinden Pfaffenhofens sind (im Uhrzeigersinn, beginnend im Westen): Zaberfeld, Eppingen, Güglingen (alle Landkreis Heilbronn) und Sachsenheim (Landkreis Ludwigsburg). Zusammen mit Güglingen und Zaberfeld bildet Pfaffenhofen den Gemeindeverwaltungsverband „Oberes Zabergäu“ mit Sitz in Güglingen.

### Gemeindegliederung
Neben dem Hauptort gehört zu Pfaffenhofen der Ortsteil Weiler an der Zaber. Zu Pfaffenhofen gehören noch der Weiler Rodbachhof und der Wohnplatz Bogersmühle. Der abgegangene, also nicht mehr bestehende Ort Rodenbach befand sich auf Markung Pfaffenhofen, an seiner Stelle befindet sich der heutige Weiler Rodbachhof.

### Flächenaufteilung
Nach Daten des Statistischen Landesamtes, Stand 2014.

## Geschichte

### Pfaffenhofen

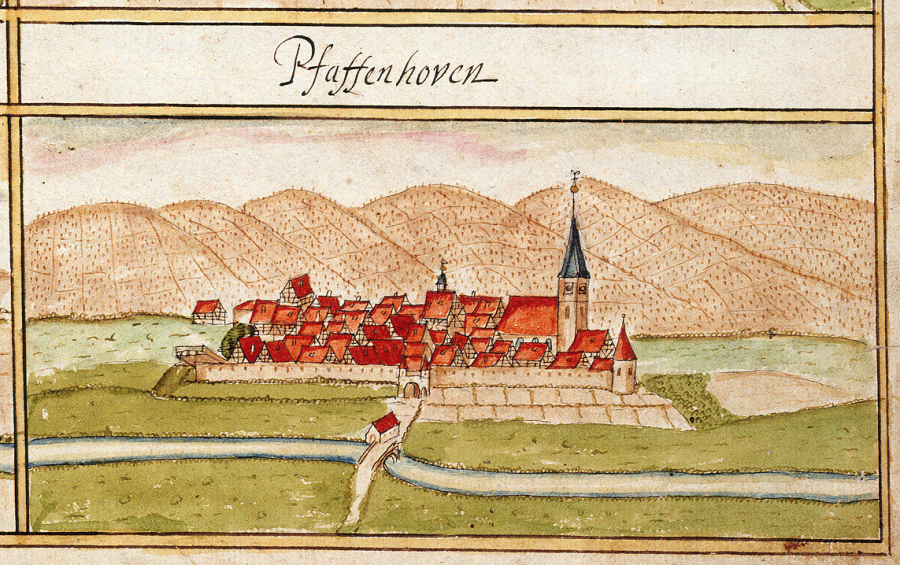
Pfaffenhofen in der Kieserschen Forstkarte von 1684

Pfaffenhofen wurde vermutlich zu Zeiten der Christianisierung Deutschlands gegründet. Als Pfaffenhoven wird es am 30. Mai 1279 erstmals in einer Urkunde erwähnt. Schon vor 1380 verkaufte Burkhard von Hohenberg die Hälfte des Dorfes an Württemberg, 1380 folgte dann die andere Hälfte. Der Weiler Rodbachhof wurde erstmals 1709 erwähnt; die Bebauung des Wohnplatzes Bogersmühle erfolgte 1835.

### Weiler an der Zaber
Weiler an der Zaber bestand vermutlich schon um das Jahr 1000. Am 15. Juni 1279 wurde es erstmals in einer Urkunde erwähnt. Im 14. Jahrhundert wurde der Ort württembergisch. Vermutlich in der Regierungszeit von Graf Eberhard im Bart von 1460 bis 1470 wurde das Dorf Pfaffenhofen durch Bau einer Dorfmauer mit Graben, Türmen und Toren befestigt, möglicherweise zum Schutz des im Dorf lagernden Weines.

### Verwaltungszugehörigkeit
Die Dörfer gehörten zum altwürttembergischen Amt Güglingen. Bei der Umsetzung der neuen Verwaltungsgliederung im 1806 gegründeten Königreich Württemberg wurden die Gemeinden 1808 dem Oberamt Brackenheim zugeordnet. Durch die Kreisreform während der NS-Zeit in Württemberg gelangten die Orte 1938 zum Landkreis Heilbronn. 1945 bis 1952 gehörten sie zum Nachkriegsland Württemberg-Baden, das 1945 in der Amerikanischen Besatzungszone gegründet worden war, ab 1952 zum neuen Bundesland Baden-Württemberg.

### Eingemeindungen
Am 1. Januar 1972 wurde Weiler an der Zaber nach Pfaffenhofen eingemeindet.

### Religionen
Pfaffenhofen gehörte kirchlich ursprünglich zum Bistum Speyer. Durch die Einführung der Reformation in Württemberg wurde es evangelisch. Noch heute ist der Ort vorwiegend evangelisch geprägt. So gibt es in Pfaffenhofen und Weiler jeweils eine eigene evangelische Kirchengemeinde. Beide gehören zum Kirchenbezirk Brackenheim der Württembergischen Landeskirche. Für die katholischen Christen ist die katholische Kirchengemeinde Heilige Dreifaltigkeit in Güglingen zuständig, die dem Dekanat Heilbronn-Neckarsulm der Diözese Rottenburg-Stuttgart zugehört.

### Einwohnerentwicklung
- 1939: 0968 Einwohner
- 1945: 1071 Einwohner
- 1961: 1640 Einwohner
- 1970: 1838 Einwohner
- 1980: 1914 Einwohner
- 1990: 2223 Einwohner
- 1995: 2364 Einwohner
- 2000: 2342 Einwohner
- 2005: 2349 Einwohner
- 2010: 2396 Einwohner
- 2015: 2335 Einwohner
- 2020: 2411 Einwohner
- 2023: 2591 Einwohner

## Politik

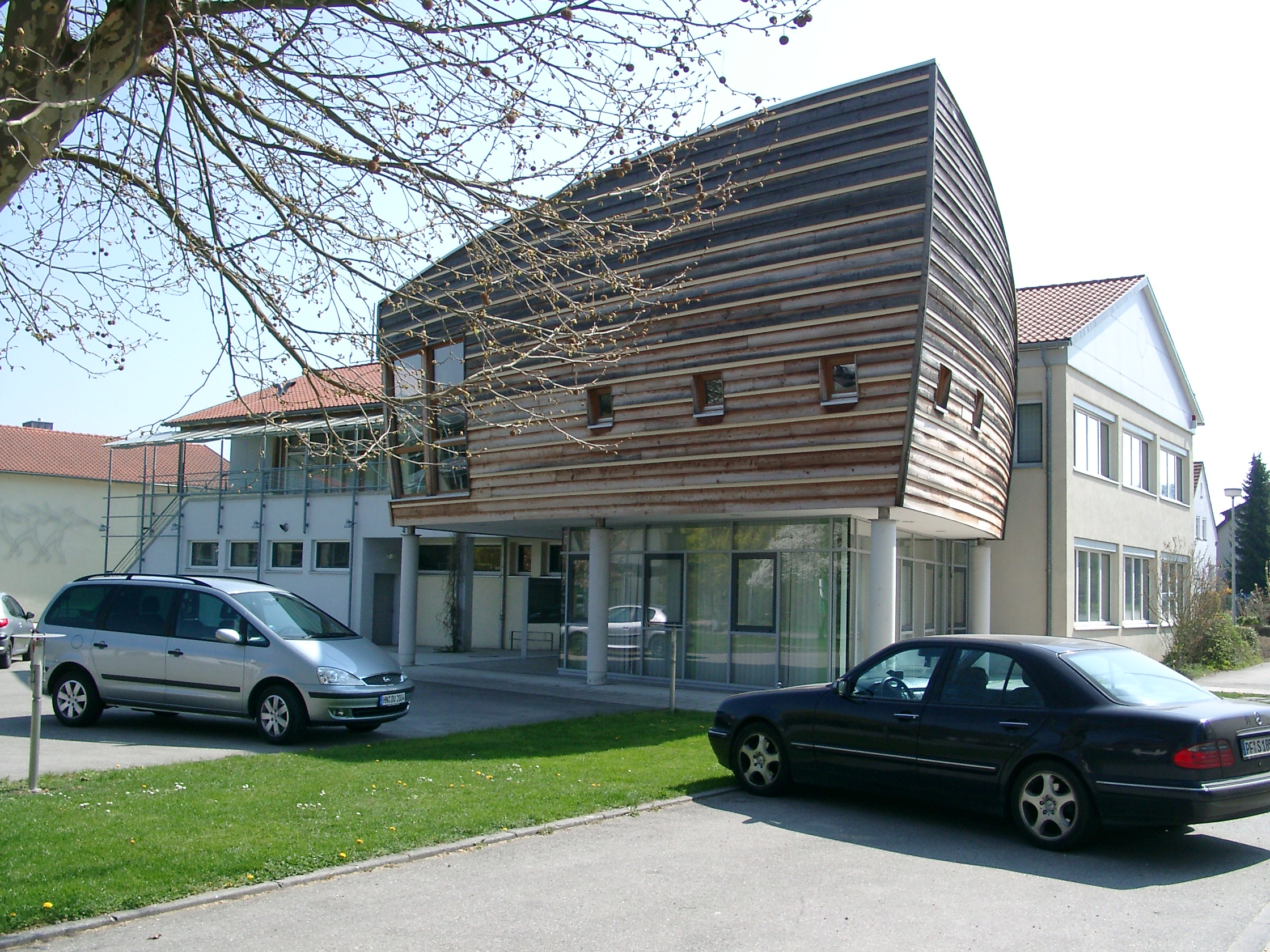
Neues Rathaus in Pfaffenhofen

### Gemeinderat
In Pfaffenhofen wird der Gemeinderat nach dem Verfahren der unechten Teilortswahl gewählt, zwei der zwölf Sitze sind für Gemeinderäte aus Weiler an der Zaber reserviert. Dabei kann sich die Zahl der Gemeinderäte durch Überhangmandate verändern. Der Gemeinderat in Pfaffenhofen hat nach der letzten Wahl im Juni 2024 zwölf Mitglieder. Die Wahlbeteiligung lag bei 63,8 %. Der Gemeinderat besteht aus den gewählten ehrenamtlichen Gemeinderäten und der Bürgermeisterin als Vorsitzender. Der Bürgermeisterin ist im Gemeinderat stimmberechtigt.
| Partei/Liste                  | Stimmenanteil | Sitze  |
| ----------------------------- | ------------- | ------ |
| Freie Bürger (FB)             | 6 Sitze       | 49,5 % |
| Freie Wählervereinigung (FWV) | 6 Sitze       | 50,5 % |

### Bürgermeister
Im Oktober 2013 wurde Dieter Böhringer (* 1954, CDU) für eine fünfte Amtszeit wiedergewählt. Er bekleidete das Amt seit 1982. Zur Bürgermeisterwahl am 14. März 2021 trat Böhringer nicht mehr an; zu seiner Nachfolgerin wurde Carmen Kieninger (parteilos) mit einer Mehrheit von 74,3 % gewählt.

### Wappen

Wappen Pfaffenhofens

Die Blasonierung des Pfaffenhofener Wappens lautet: In Silber eine fleischfarbene Priestertonsur mit schwarzem Haarkranz. Die Flagge der Gemeinde ist Rot-Weiß.
Das älteste bekannte Siegel Pfaffenhofens, das von 1482 bis 1611 nachweisbar ist, zeigt eine menschliche Figur hinter einem Zaun: ein redendes Wappen, ein Priester (Pfaffe) in einem Hof. Farbige Darstellungen dieses Wappens sind ab 1535 überliefert. Ein Fleckensiegel von 1678 zeigte zwei aufgerichtete Löwen, die eine Scheibe halten.
Wappenzeichnungen zeigten ab 1583 mit der Priestertonsur ein neues, ebenfalls redendes Wappen. Auch das 1684 überlieferte Fleckenzeichen Pfaffenhofens ist eine vereinfachte Tonsur, die vielleicht auch der Scheibe im Siegel von 1678 zugrunde liegt.
Spätestens im 20. Jahrhundert wurde durch Missverständnisse aus der Tonsur eine Sonne mit Gesicht. Erst 1956 nahm die Gemeinde auf Vorschlag der baden-württembergischen Archivdirektion wieder die Priestertonsur als Wappen an. Das Wappen wurde vom Innenministerium am 13. November 1956 bestätigt, die Flagge wurde der Gemeinde am 31. Januar 1980 vom Landratsamt des Landkreises Heilbronn verliehen.

## Kultur und Sehenswürdigkeiten

### Region
Pfaffenhofen liegt an der Württemberger Weinstraße, die an vielen Sehenswürdigkeiten vorbeiführt.

### Bauwerke

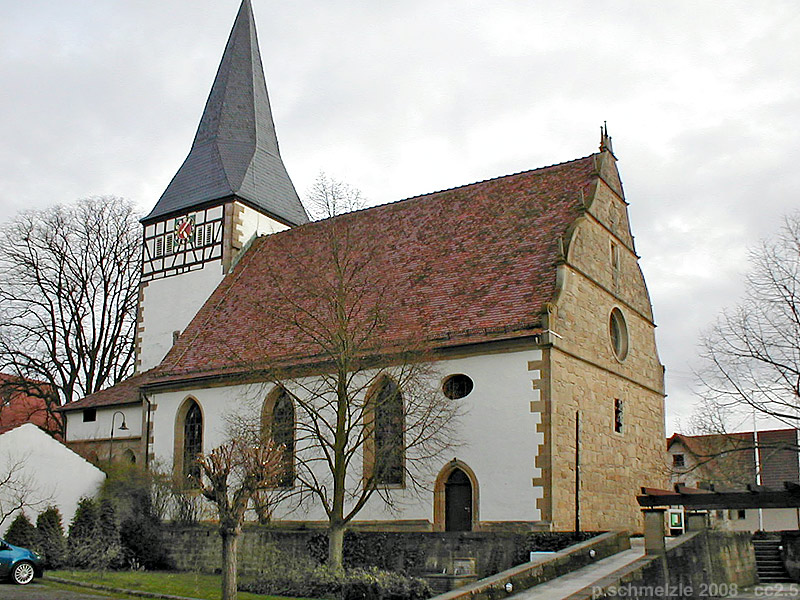
Lambertuskirche

- Die Lambertuskirche ist eine evangelische Pfarrkirche. Sie geht auf einen gotischen Bau mit Chorturm um 1300 zurück, wurde mehrfach erweitert und erhielt ihre heutige Gestalt im Wesentlichen durch einen Umbau 1610/12.
- Das zugehörige Pfarrhaus wurde 1610 wie auch die Kirchenerweiterung von Heinrich Schickhardt erbaut. Die Ummauerung des Pfarrgartens geht auf Teile der Dorfmauer des 15. Jahrhunderts zurück, die bis auf wenige Reste 1817 abgerissen wurde.
- Der Brunnen auf dem Kelterplatz sowie ein nahegelegener Wandbrunnen wurden von dem Güglinger Bildhauer Gunther Stilling gestaltet.
- In der Ortsmitte haben sich längs der Hauptstraße zahlreiche Fachwerkbauten des 16. und 17. Jahrhunderts erhalten.

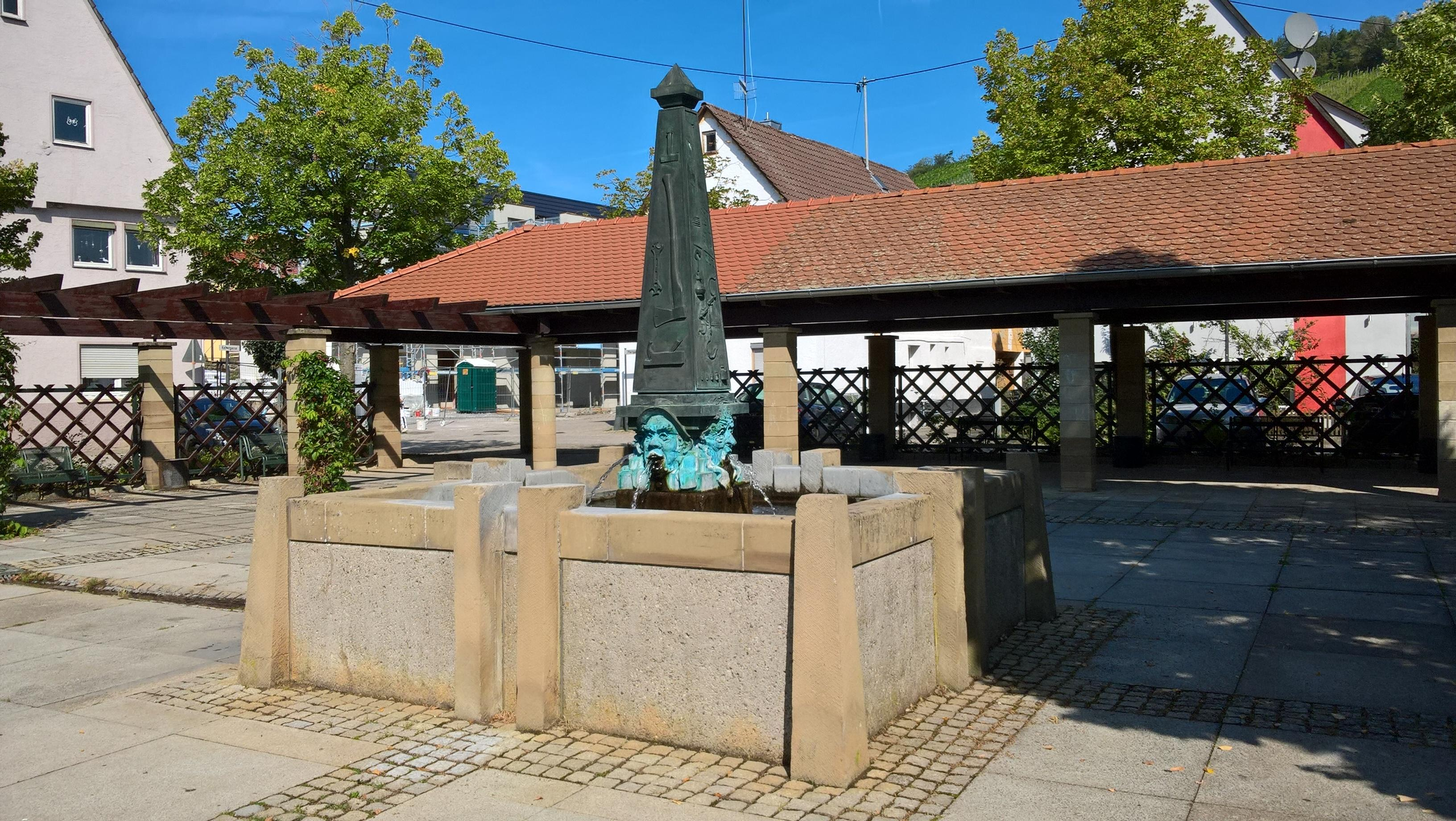
Brunnen am Kelterplatz
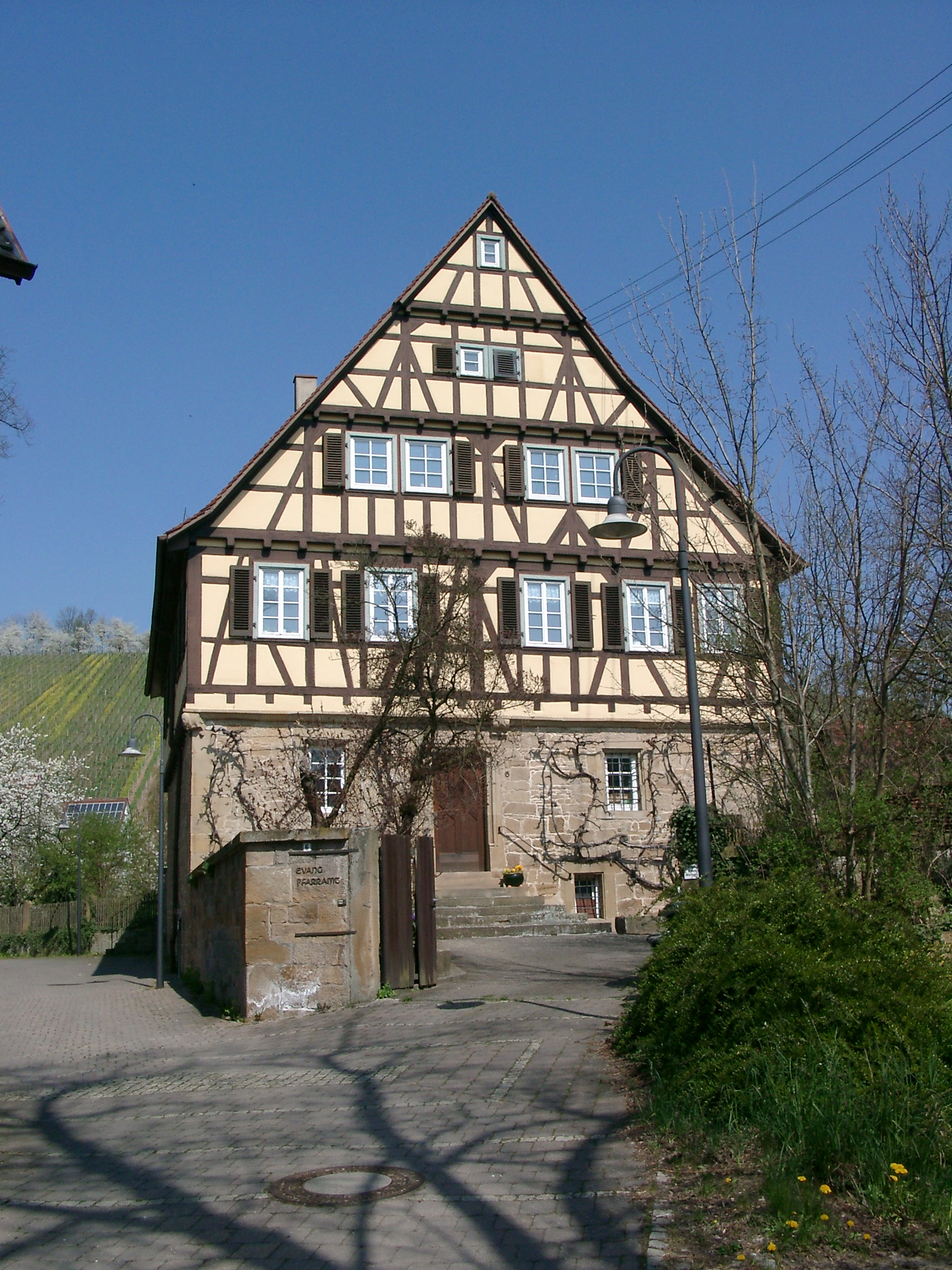
Evang. Pfarramt
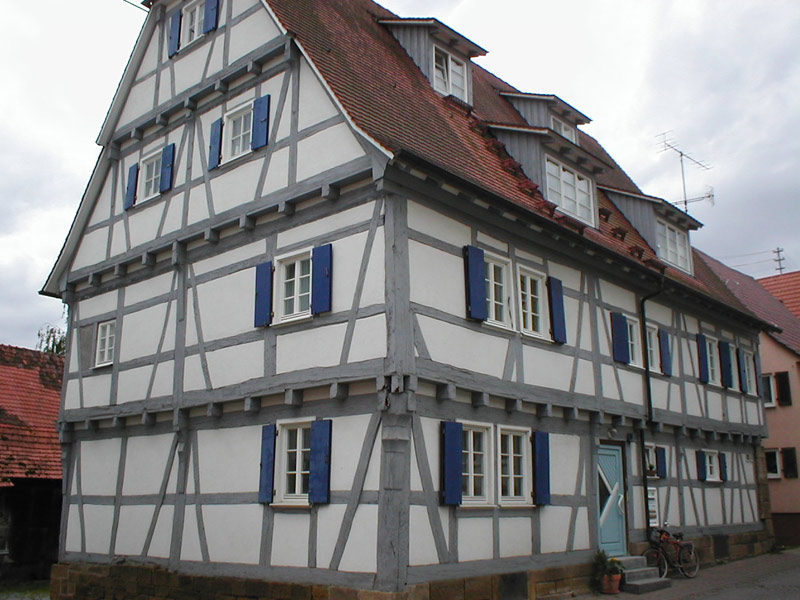
Hauptstraße 21, erbaut 1508
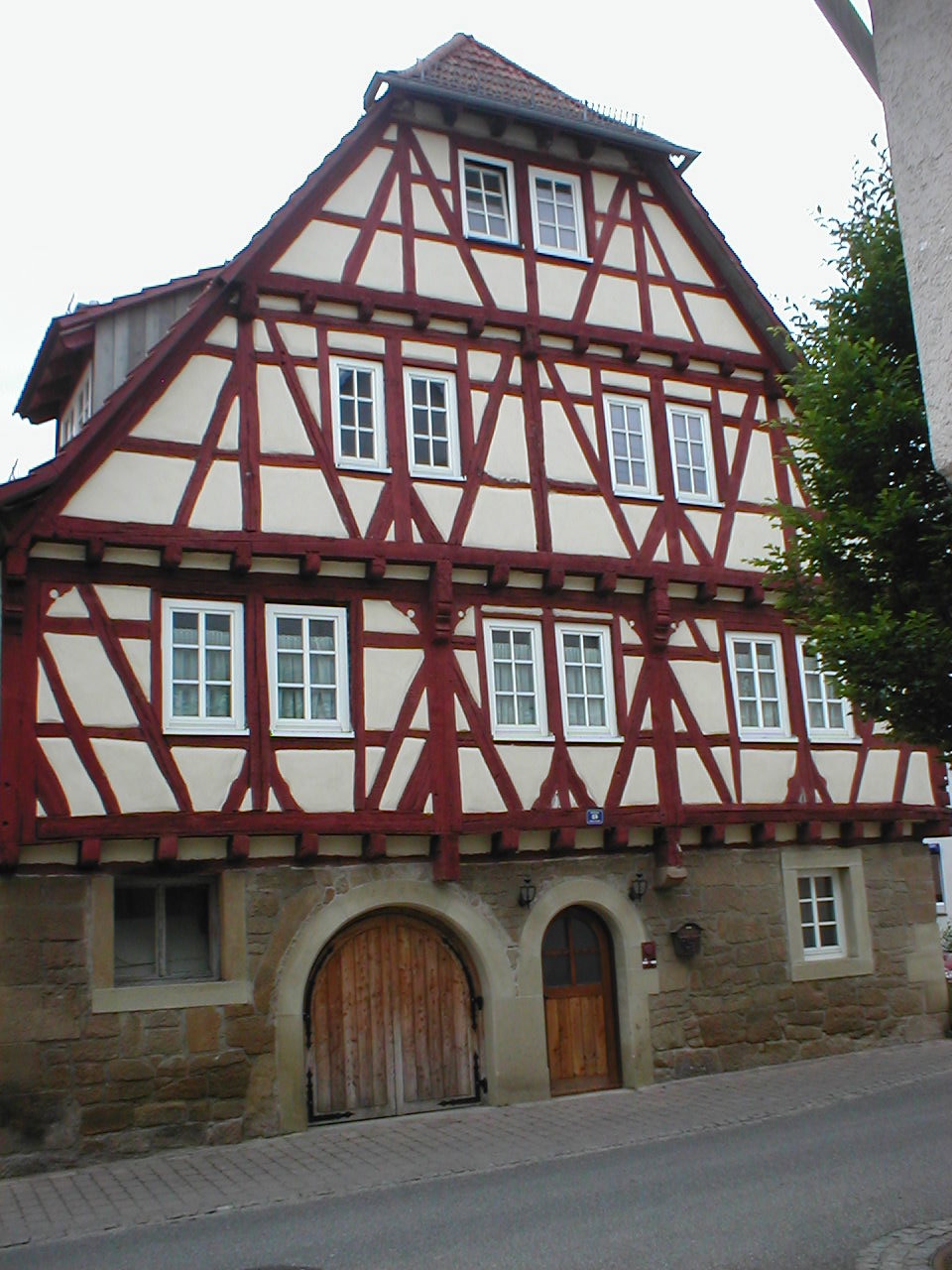
Hauptstraße 25, erbaut 1563

### Naturdenkmäler

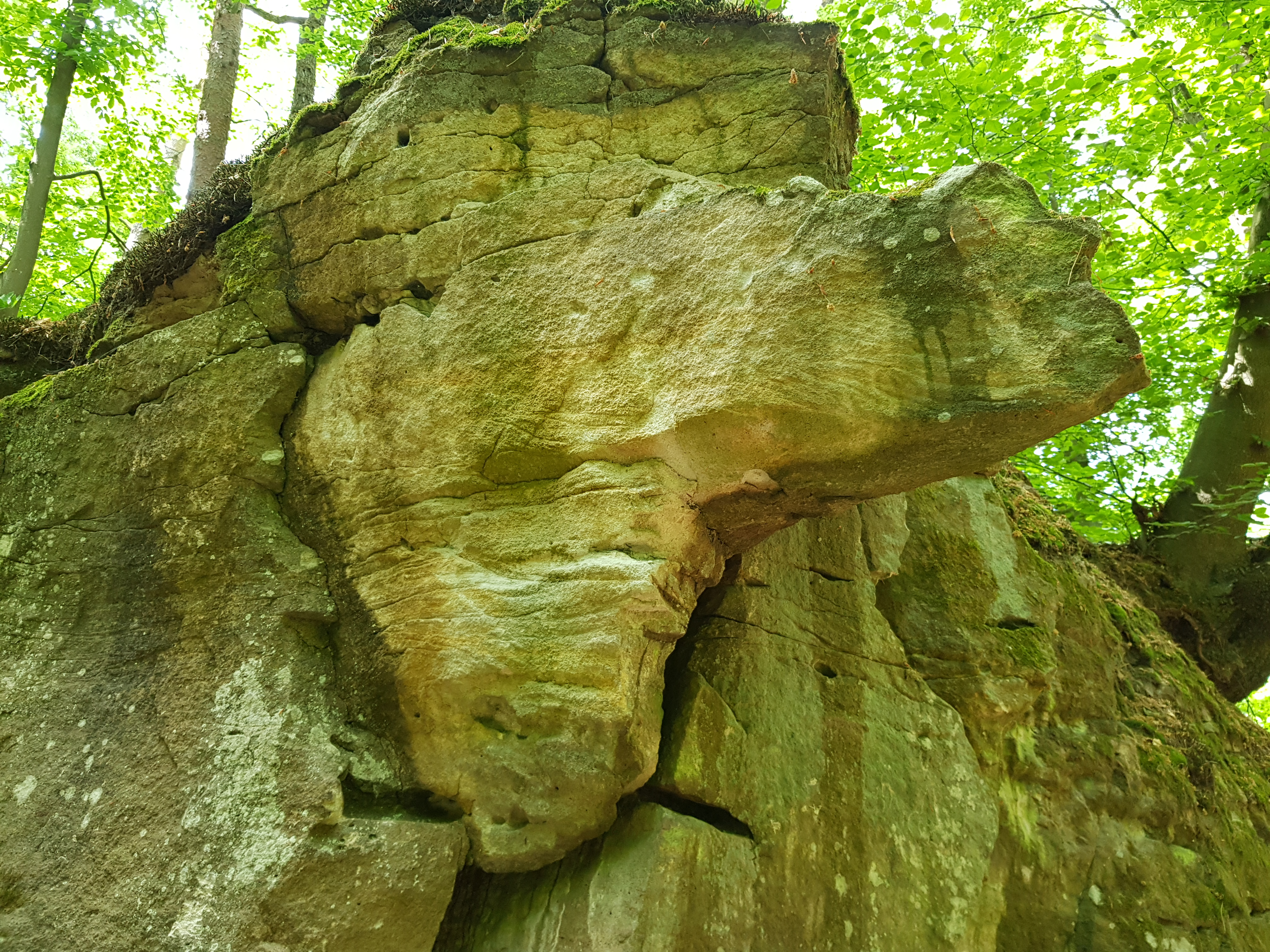
Sandsteinformation im Weißen Steinbruch

Südlich des Ortes, am Höhenkamm des Stromberges, liegt der Weiße Steinbruch, eine bedeutende Fundstätte von Fossilien aus dem Keuper, mit einer vorgelagerten Aussichtsplattform.

### Gewässer
Am Rande des Ortsteils Weiler befinden sich zwei Seen. Der Katzenbachsee, welcher besonders als Badesee genutzt wird und der Michelbachsee.
Außerdem fließt der Fluss Zaber durch Pfaffenhofen, in welchen einige Bäche wie der Rodbach oder der Benzbach münden.

## Wirtschaft und Infrastruktur
Größere ansässige Unternehmen in Pfaffenhofen sind Pretec (Zahnrad-Fertigung) mit über 100 Mitarbeitern und die Firma AKG Achauer Kompostierungs GmbH & Co. KG mit ca. 90 Mitarbeiterinnen und Mitarbeiter. 

### Verkehr
Die B 27 wird in Lauffen am Neckar und Kirchheim am Neckar erreicht. Der öffentliche Nahverkehr im Verkehrsverbund H3NV wird von Bussen gewährleistet. Anschluss an das Schienennetz besteht ebenfalls in Lauffen und Kirchheim (Frankenbahn).

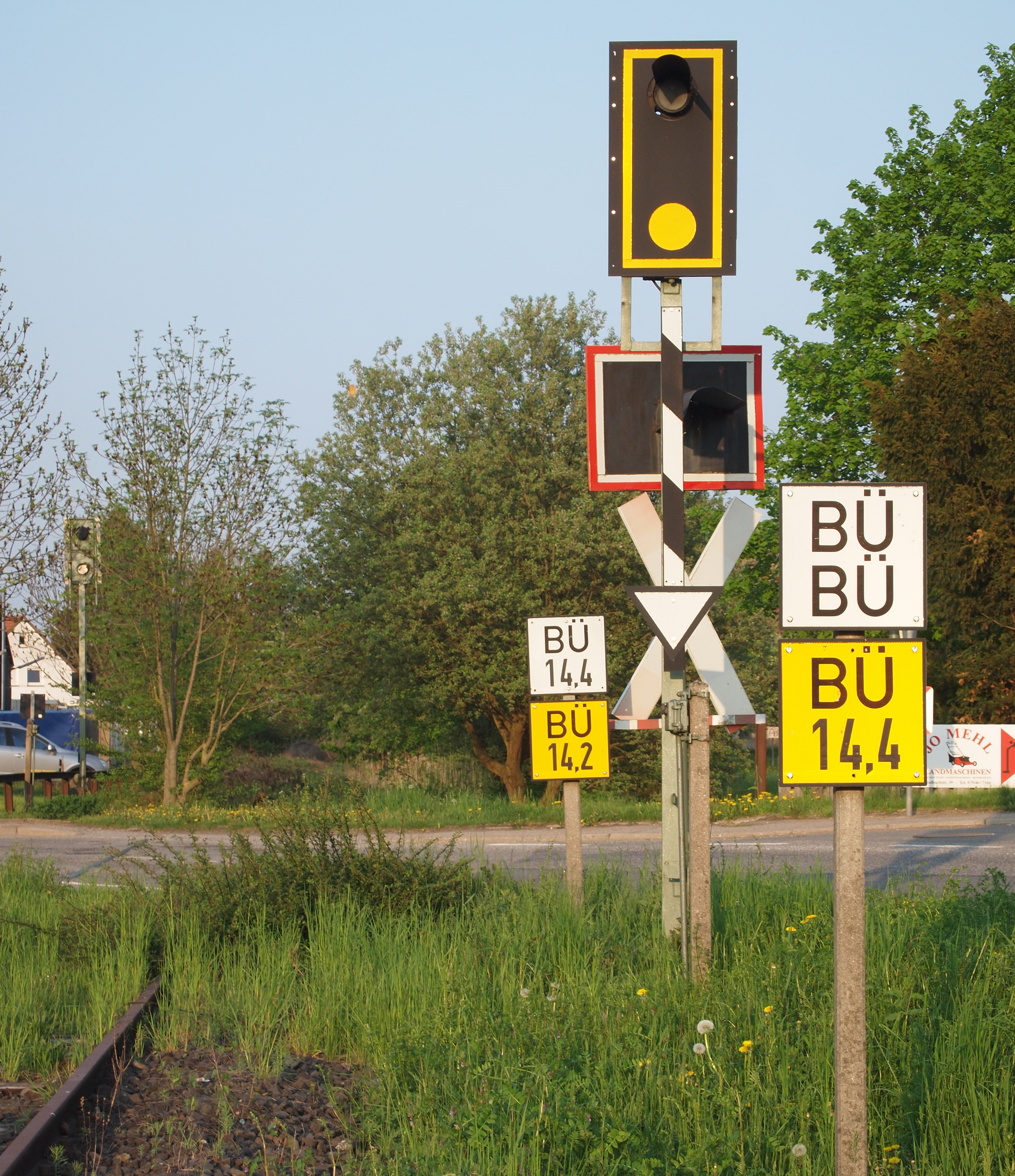
Bahnübergang der stillgelegten Zabergäubahn

1901 erreichte die Zabergäubahn (Lauffen am Neckar–Leonbronn) Pfaffenhofen und Weiler. Die Königlich Württembergischen Staats-Eisenbahnen erbauten das Pfaffenhofener Bahnhofsgebäude als Einheitsbahnhof vom Typ IIa. Die Strecke wurde 1986 im Personenverkehr und 1995 im Güterverkehr stillgelegt. Der Landkreis Heilbronn verfolgt seit den 1990er Jahren die Reaktivierung als Stadtbahnstrecke und damit an den Anschluss von Pfaffenhofen und von Weiler an das Netz der Stadtbahn Heilbronn.

### Medien
Über das Geschehen in Pfaffenhofen berichtet die Tageszeitung Heilbronner Stimme in ihrer Ausgabe W, Landkreis West.
Außerdem erscheint wöchentlich das Amtsblatt der Gemeinde Pfaffenhofen.

### Bildung und Erziehung
Pfaffenhofen verfügt über eine Grundschule und über drei Kindertagesstätten.

## Persönlichkeiten

### Ehrenbürger
- Gerhard Aßfahl (1904–2007), Pädagoge und Heimatforscher
- Dieter Böhringer, (1954), Bürgermeister a. D.

### In Pfaffenhofen geboren
- Hans Wunderer (* vermutlich vor 1463, † nach 1526), Baumeister
- Gottlob Fauth (1880–1938), Politiker (SPD)
- Fritz Klein (1908–1966), SA-Standartenführer

## Einzelnachweise

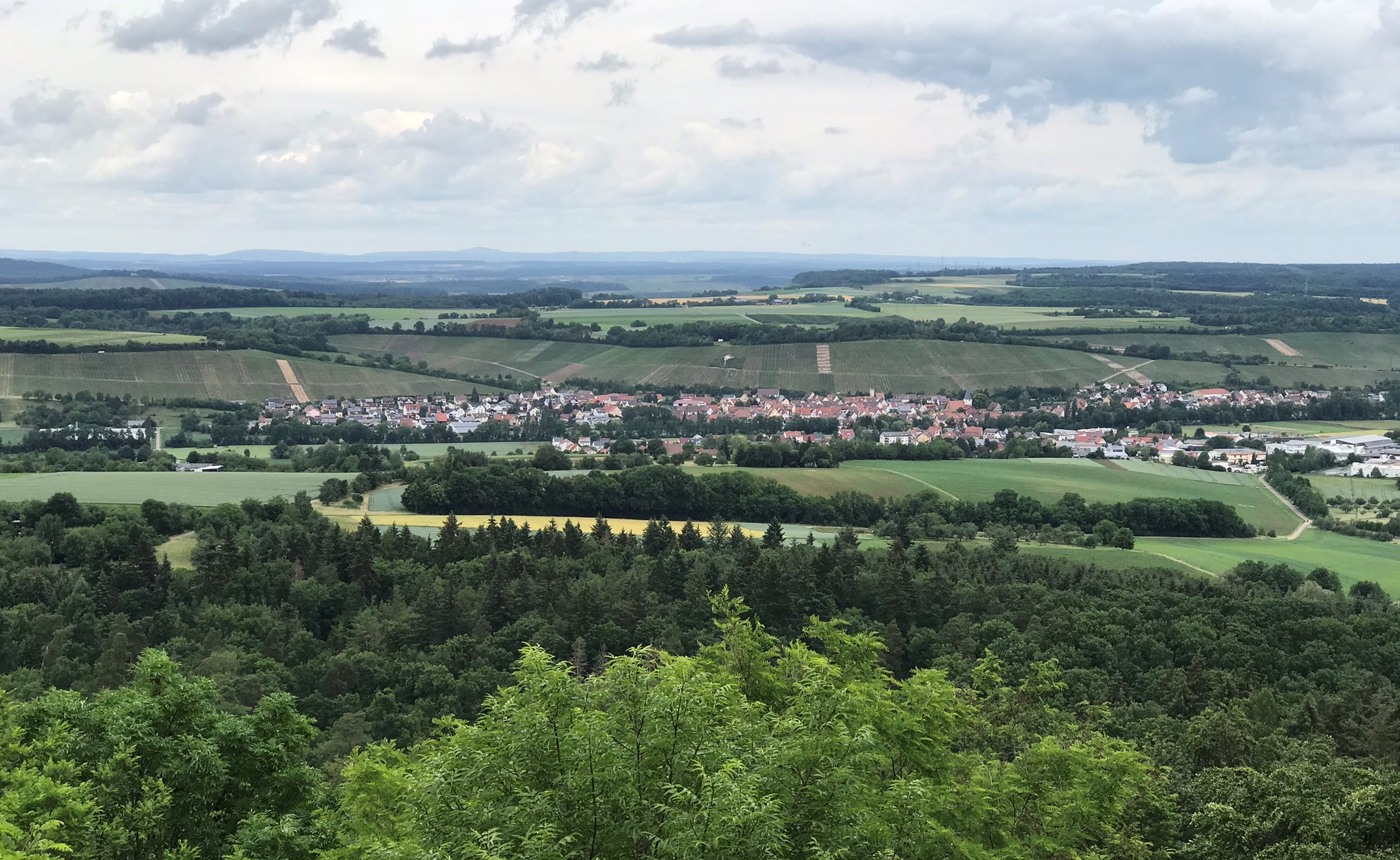
Pfaffenhofen (vom Weißen Steinbruch aus)